# Serra de Godall
|  | Per a altres significats, vegeu «Serra de Godall (Fogars de la Selva)». |

La Serra de Godall és una serra prelitoral calcària d'uns 10 km de longitud situada als municipis de Godall i en petita part d'Ulldecona i Freginals, a la comarca del Montsià. Presenta una orientació NE-SO, paral·lela a la Serra del Montsià que segueix la línia del litoral. Es troba separada d'aquesta per la vall o fossa d'Ulldecona i Freginals.
La serra de Godall és una serralada de muntanyes no gaire elevades i arrodonides amb una elevació màxima de 397,6 metres a la Mola. A l'extrem sud d'aquest sistema es troben el Castell d'Ulldecona i el Turó del Molí Nou. La vegetació és generalment baixa i de tipus mediterrani. En algunes zones hi ha conreus de garrofer, ametller i olivera.
Geològicament el conjunt format per la serra de Godall - fossa d'Ulldecona/Freginals - Serra del Montsià és molt similar al conjunt format per les Talaies d'Alcalà - fossa de Santa Magdalena de Polpís/Alcalà de Xivert - Serra d'Irta situat més al sud. Aquests conjunts formen la transició entre el Sistema Mediterrani Català i el Sistema Ibèric.
La secció sud del sistema de la Serra de Godall es coneix també com a "Serra Grossa" i "Monts Blancs" a Ulldecona i la secció nord com a "Serra de la Galera". Aquests noms, però, no són d'ús general, i el conjunt de la serralada, prou compacte i homogeni, és més conegut com a "Serra de Godall".
L'Ermita de la Pietat i algunes pedreres de marbre són al vessant sud-est d'aquesta serra.
Geogràficament el Turó del Molí Nou constitueix una prolongació meridional de la Serra de Godall.

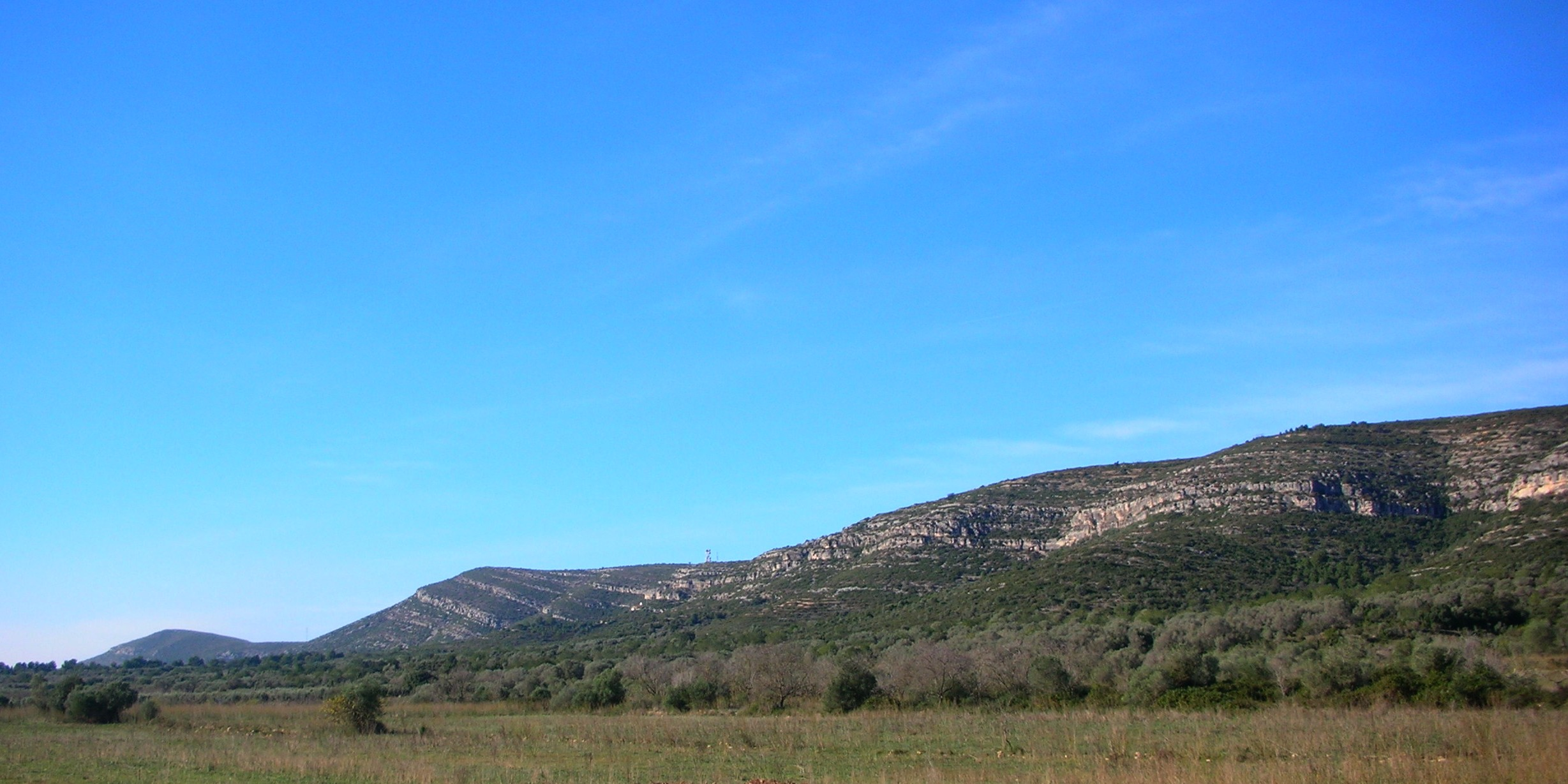
Secció meridional de la serra de Godall, entre les Ventalles i Ulldecona. Aquesta part de la serra també es coneix com a "Serra Grossa"
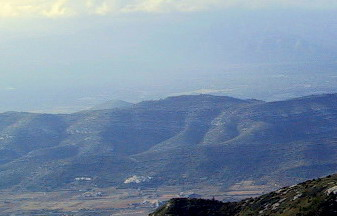
Mola de Godall. Les Ventalles és el petit nucli de cases blanques al peu de la serra
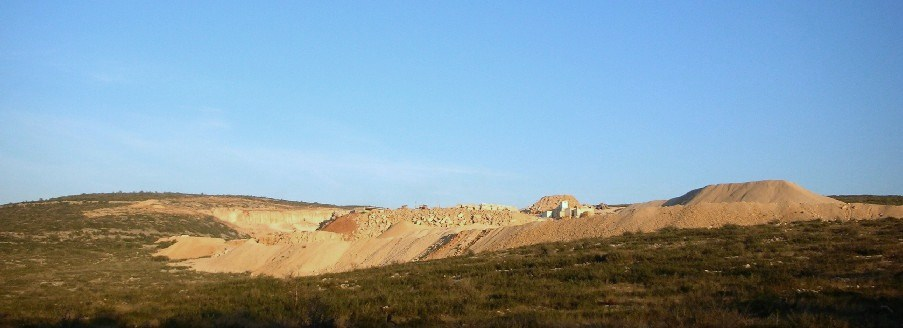
Serra de Godall - Pedreres a prop d'Ulldecona
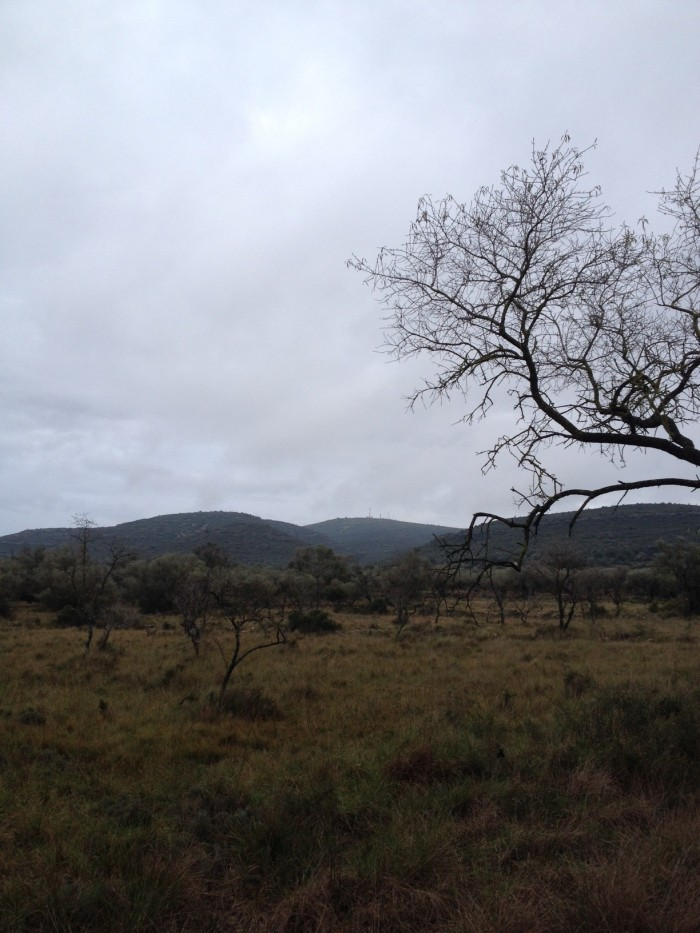
Detall de la Serra de Godall des de la partida de l'Arión (Ulldecona)
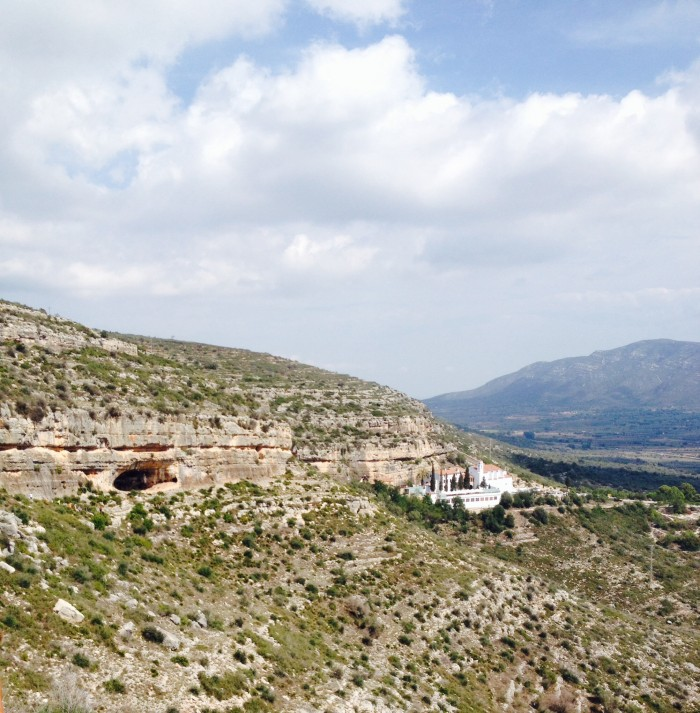
Vista de la Cova Fosca, a la Serra de Godall (Ulldecona)
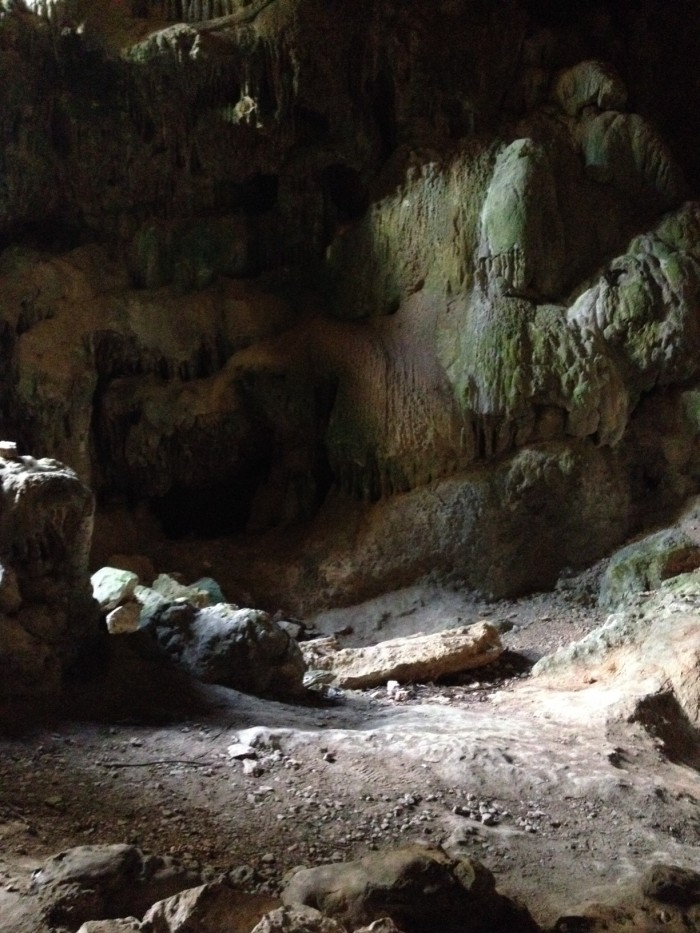
Cova de Santa Magdalena (Serra de Godall, Ulldecona)
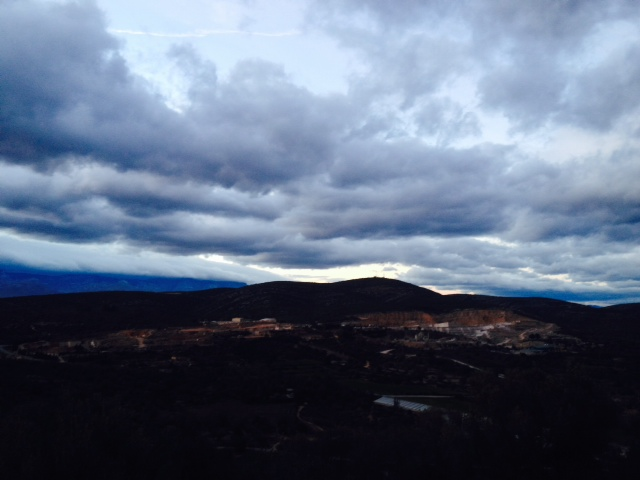
La Serra Grossa, a l'extrem meridional de la Serra de Godall